# HIDE×HIDE
HIDE×HIDE（ひでひで）は、東京都出身の2人組音楽ユニットである。
2007年ソニー・ミュージックダイレクトより「日本〜Neo Japanesque」でメジャー・デビュー。
2009年に旧表記である「秀々」より「HIDE-HIDE」に改名。
2013年9月「HIDE-HIDE」から「HIDE+HIDE」に改名。
その後「HIDE+HIDE」から「HIDE×HIDE」に変更・活動している。

## 来歴
メロディアス且つエモーショナルな尺八と、ソリッドでエッジ感溢れる中棹三味線が織り成す唯一無二のサウンド、オーディエンスを凌駕するその圧倒的なパフォーマンスで、デビュー以来邦楽界で最も注目されている和楽器ユニット。
2007年　ソニー・ミュージックダイレクトより「日本〜Neo Japanesque」でメジャー・デビュー。
2009年　Heart Labelへの移籍を機に、ユニット名を「秀々」から「HIDE-HIDE」に改名。ロシア映画音楽界の巨匠ミカエル・タリヴェルディエフの作品集「nostalgia」（日本・ロシア同時発売）が国内外で高い評価を得る。
2010年　ロシアで開催された国際コンクール「TEREM Crossover International Music Competition」で、第一位及び特別音楽賞を受賞。特別賞として、以後2年間ロシアでのコンサートをバックアップして貰える権利、そしてTEREM QUARTETとの共演の権利を得る。同年5月、TEREM QUALTET来日公演にゲスト出演。8月、スピッツベルゲン島での音楽祭に参加。12月、モスクワ・国立クレムリン宮殿にてTariverdievコンサートにゲスト出演。
2011年　クラシック音楽の作品集「音呼知新」発売。日本国内のみならず、アルバム発売記念のロシア・シベリアツアーではロシア全土で賞賛を得る。
2012年　2作振りとなるオリジナルアルバム「ZIPANG」発売。同年3月「TEREM Crossover International Music Competition」第2回目のオープニングアクトを務める。その後、ロシア5都市を回るツアーを敢行。盛況を収める。6月にはスペイン・セゴビアで行われた欧州連合フォーク・フェスティバルに参加。
2013年　オリジナルアルバム「Encounter」を発売。発売記念として銀座・ヤマハホールでコンサートを行う。同年9月、ロシア・カリニングラードで行われたオルガンコンクール等のイベントで演奏。リトアニアで開催されたイベント「now japan」に参加。9月に恵比寿天窓.switchで行ったコンサートより、ユニット名の表記を「HIDE+HIDE」に変更。その後表記を「HIDE×HIDE」に変更。よりグローバルな活躍が期待される。

## メンバー
- 尾上秀樹（おのうえひでき、1975年9月28日 - ）中棹三味線 東京都出身。血液型不明。
6歳より、母・藤本流総大師範　藤本弥尾地に師事。
三味線の修行の傍ら、90年代にはロックバンドのベース奏者として活躍。
2001年バンド解散を機に中棹三味線に回帰。
ロックベースのテイストを感じさせる三味線で、独自のサウンドを追求し続けている。
身長185cm。趣味はドラム、お酒、野球観戦。広島東洋カープ のファンである。好きな色は、赤。映画鑑賞も趣味とし、好きな映画はシザーハンズ、ライフ・イズ・ビューティフル、ホラー映画。
好きな音楽はヘヴィメタル。好きな食べ物は、カレー、お寿司、生クリーム、ビール。
好きな言葉は、「一日一善」。

- 石垣秀基（いしがきひでき、1981年10月26日 - ）尺八 東京都出身。AB型。
都山流尺八　師範（二代・石垣征山）
幼少のころより、父・石垣征山に師事し、その後、山本邦山（人間国宝）に師事。
2005年、東京藝術大学音楽学部邦楽科卒業。翌年、NHK邦楽技能者育成会卒業。
2007年、東京邦楽コンクール一位、日本伝統文化振興財団賞を受賞。
2010年、くまもと全国邦楽コンクール最優秀賞・文部科学大臣奨励賞を受賞。
2013年、都山流尺八楽会主催本曲コンクール全国大会一位。
幅広い音楽性に裏付けられた躍動的、かつ叙情的な表現力には定評がある。
身長178cm。趣味は、モンスターハンター、読書、妄想。好きな色は、オレンジ。
好きなアーティストは坂本龍一。好きな作家は北方謙三、尾田栄一郎。
漫画「ONE PIECE」のファンである。座右の銘は「案ずるより産むが易し」。

## ディスコグラフィー

### アルバム
『日本〜Neo Japanesque』（2007年6月20日）
全編曲：秀々、一郷孝（9以外）
1. 獅子奮迅
  - 作曲：尾上秀樹
2. HA・YA・TE
  - 作曲：石垣秀基
3. もらい泣き
  - 作曲：溝渕大智、マシコタツロウ、武部聡志
4. トンテケトン
  - 作曲：尾上秀樹
5. DEEP BLUE
  - 作曲：池哲太郎
6. WORLD WIDE
  - 作曲：尾上秀樹
7. RYDEEN
  - 作曲：高橋幸宏
8. 虚無僧
  - 作曲：尾上秀樹
9. ソーラン節〜秀々バージョン
  - 北海道民謡 　編曲：石垣秀基

『nostalgia』（2009年8月7日）
全作曲：ミカエル・タリヴェルディエフ
全編曲・プロデューサー：かみむら周平（11 HIDE-HIDE&かみむら周平）
1. nostalgia
2. アンジェラのバラード
3. ジョーカーの涙
4. いとしい女(ひと)はどこへ
5. チホレツクへ
6. ただむなしいだけ
7. Japanese Vocalise
8. Story Teller
9. Actress of Circus
10. 持つもの持たざるもの
11. 竹に雪、絹に露
12. 1000のキャンドル

『音呼知新』（2011年5月6日）
全編曲・プロデューサー：かみむら周平
1. 四季より「冬」(ヴィヴァルディ)
2. サラバンド(ヘンデル)
3. アヴェ・マリア(カッチーニ)
4. ペール・ギュントより「山の魔王の宮殿にて」(グリーグ)
5. シシリエンヌ(フォーレ)
6. ランデヴー(タリヴェルディエフ)
7. 弦楽セレナーデ(チャイコフスキー)
8. 四季より「11月 トロイカ」(チャイコフスキー)
9. ヴォカリーズ(ラフマニノフ)
10. ラルゴ(ヘンデル)
11. 交響曲 第2番(ラフマニノフ)
12. トロイメライ(シューマン)

『ZIPANG』（2012年4月6日）
全編曲：脇丸諄一（8以外）
1. 春ナワスレソ
  - 作曲：尾上秀樹
2. TonTekeTon
  - 作曲：尾上秀樹
3. 颯（Hayate）
  - 作曲：石垣秀基
4. ZIPANG
  - 作曲：尾上秀樹
5. 不知火（Shiranui）
  - 作曲：尾上秀樹
6. DOROGA（道）
  - 作曲：ミカエル・タリヴェルディエフ
7. Under The Sky〜Polovetsian Dances　より〜
  - 作曲：脇丸諄一
8. 獅子奮迅〜acoustic〜
  - 作曲：尾上秀樹　編曲：HIDE-HIDE

『Encounter』（2013年4月5日）
全編曲：脇丸諄一（7以外）
1. Sailing off!!
  - 作曲：石垣秀基
2. 百里風
  - 作曲：石垣秀基
3. 邂逅〜encounter〜
  - 作曲：石垣秀基
4. 亜熱帯SPLASH
  - 作曲：尾上秀樹
5. ことほぎ
  - 作曲：石垣秀基
6. Dark Eyes
  - 作曲：脇丸諄一
7. KOMUSOU
  - 作曲：尾上秀樹　編曲：HIDE-HIDE・脇丸 諄一
8. Beyond The Sky
  - 作曲：脇丸諄一
9. うたかた
  - 作曲：尾上秀樹